# Mosyr (Kaliningrad)
Mosyr (russisch Мозырь, deutsch Klein Gnie, 1938–1947 Kleingnie) ist ein Ort in der russischen Oblast Kaliningrad und liegt im Nordosten des Rajon Prawdinsk. Mosyr gehört zur kommunalen Selbstverwaltungseinheit Stadtkreis Prawdinsk.

## Geographische Lage
Die Ortschaft liegt in der historischen Region Ostpreußen am rechten Ufer der Swine (auch Schweine oder Aschwöne, russisch Putilowka), etwa 31 Kilometer östlich der Stadt Prawdinsk (Friedland) und 16 Kilometer nordöstlich von Schelesnodoroschny (Gerdauen).

## Geschichte

Klein Gnie östlich von Friedland an der Alle und südöstlich von Königsberg auf einer Landkarte von 1908

Dorfkirche

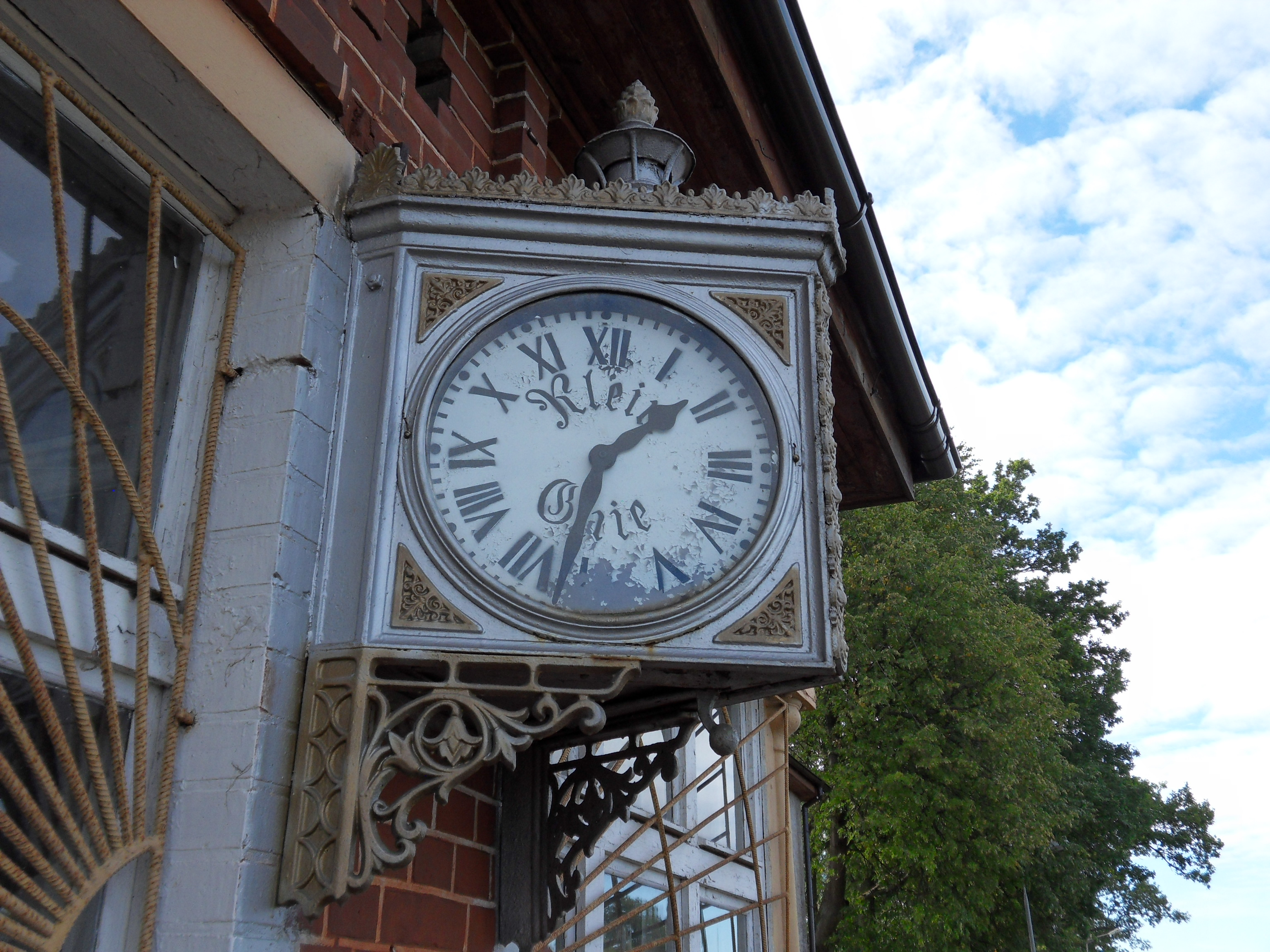
Bahnhofsuhr am Bahnsteig vom Bahnhof Mosyr ehem. Klein Gnie

Der Ort Gnye entstand erst im Laufe des 16. Jahrhunderts auf dem Gebiet des Waldes Gnye und wurde 1567 erstmals urkundlich erwähnt. Durch Teilung entstanden 1627 die Güter Groß Gnie und Klein Gnie, wobei Groß Gnie lange Zeit ein Vorwerk von Klein Gnie war.
Klein Gnie gehörte anfangs zum Güterkomplex Wandlacken der Familie von Schlieben. Durch Heirat kam Klein Gnie an die Familie Rollas du Rosey, und Maria Rollas du Rosey (1738–1813) verkaufte es 1770 an Leutnant Jacob Friedrich Hoffmann († 1773). Nach dessen Tod erbte sein Neffe, Kriegsrat Friedrich von Fahrenheid (1747–1834) das Anwesen. Im Jahr 1785 werden Groß Gnüe und Klein Gnüe als ein adliges Vorwerk mit einer Mahl- und Walk-Wassermühle und 17 Feuerstellen (Haushaltungen) bzw. als ein adliges Gut mit zwölf Feuerstellen bezeichnet, beide Ländereien im Besitz des Kriegsrats Farenheid befindlich.
Nächster Besitzer war Amtmann Carl Gutzeit (1789–1852), der 1842 das neue klassizistische Gutshaus bezog. Bis 1938 blieb das Gut im Besitz der Familie Gutzeit, als es dann der Oberinspektor Fritz Schwill übernahm, der es bereits vorher verwaltet hatte. Im Jahr 1939 wurde der 2000 Hektar große Betrieb von der Landwirtschaftskammer als Musterbetrieb ausgezeichnet.
Im Januar 1871 wurde in Klein Gnie eine Poststelle eröffnet. Am 9. April 1874 wurde Klein Gnie Verwaltungssitz und namensgebender Ort des neu errichteten Amtsbezirks Klein Gnie. Er gehörte bis 1945 zum Landkreis Gerdauen im Regierungsbezirk Königsberg in der preußischen Provinz Ostpreußen.
Im Jahre 1889 wurden Teile des Gutsbezirks Arklitten, nämlich der Mulker und der Wilhelmshöher Wald, in den Gutsbezirk Klein Gnie eingegliedert, 1897 folgten die beiden Landgemeinden Christophsdorf und Groß Dwillin (1938–1945 Großwillingen).
In den 1920er Jahren fanden mehrere Umgliederungen zwischen Klein Gnie und den Nachbargemeinden statt, bis sich dann schließlich die beiden Gutsbezirke Klein Gnie und Sechshuben zur neuen Landgemeinde Klein Gnie zusammenschlossen. Die Bevölkerungszahl stieg bis 1933 auf 1030 und betrug 1939 noch 1014.
1938 wurde die Änderung der Namensschreibweise in „Kleingnie“ verfügt, die sich jedoch nicht recht durchsetzte. Am 21. Januar 1945 wurde kriegsbedingt die Flucht der Bevölkerung von Klein Gnie angeordnet. Der Treck zog unter der Leitung des Gutsherrn Fritz Schwill über Pommern bis nach Mecklenburg, wo er unter starken Verlusten eintraf. Die Rote Armee nahm zwei Tage später den Ort kampflos ein, trotzdem brannten das Gutshaus, das Pfarrhaus, das Geschäftshaus und drei Landarbeiterhäuser ab.
Nach dem Zweiten Weltkrieg wurde Klein Gnie im Sommer 1945 von der sowjetischen Besatzungsmacht gemäß dem Potsdamer Abkommen zusammen mit der ganzen nördlichen Hälfte Ostpreußens vorläufig unter sowjetische Verwaltung gestellt. 1947 wurde für Klein Gnie die Ortsbezeichnung Mosyr eingeführt, benannt nach der weißrussischen Stadt Mosyr, aus der nach Kriegsende die meisten Migranten in Klein Gnie zugewandert waren. Gleichzeitig wurde der Ort Sitz eines Dorfsowjets im Rajon Schelesnodoroschny. Nach dessen Auflösung im Jahr 1962 kam der Ort in den Rajon Prawdinsk. Die Region war bis zum Zerfall der Sowjetunion im Jahre 1991 Teil der Russischen Sozialistischen Föderativen Sowjetrepublik und gehört seitdem zur Russischen Föderation. Ende 2004 wurde Mosyr einer Landgemeinde, die Ende 2015 wieder aufgelöst wurde. Seit 2016 gehört der Ort zum Stadtkreis Prawdinsk.

### Bevölkerungsentwicklung bis 1945
| Jahr | Einwohner | Anmerkungen |
| ---- | --------- | --- |
| 1816 | 0300      | davon 188 auf dem Gut Klein Gnie und 112 auf dem Vorwerk Groß Gnie                                                                       |
| 1831 | 0405      | davon 201 auf dem Gut Klein Gnie und 204 auf dem Vorwerk Groß Gnie                                                                       |
| 1858 | 0536      | sämtlich Evangelische, davon 314 auf dem Rittergut Klein Gnie, 182 auf dem adligen Vorwerk Groß Gnie und 40 auf dem adligen Vorwerk Gnie |
| 1864 | 0955      | am 3. Dezember |
| 1885 | 0391      | [ 13 ] |
| 1905 | 0763      | [ 14 ] |
| 1910 | 0732      | . |
| 1933 | 1.030     | [ 13 ] |
| 1939 | 1.014     | [ 13 ] |

### Amtsbezirk Klein Gnie/Gnie 1874–1945
Am 9. April 1874 wurde der neu errichtete Amtsbezirk Klein Gnie aus sieben kommunalen Einheiten gebildet:
| Name                                  | Bemerkungen                                                     |
| ------------------------------------- | --------------------------------------------------------------- |
| Landgemeinden:                        |                                                                 |
| Christophsdorf                        | 1897 in den Gutsbezirk Klein Gnie eingegliedert                 |
| Friedrichsfelde                       | 1897 in den Gutsbezirk Groß Gnie eingegliedert                  |
| Groß Dwillin, ab 1938 „Großwillingen“ | 1897 in den Gutsbezirk Klein Gnie eingegliedert                 |
| Lönkendorf                            | 1928 in die neue Landgemeinde Groß Gnie eingegliedert           |
| Gutsbezirk:                           |                                                                 |
| Klein Gnie, ab 1938: Kleingnie        | 1928 in eine Landgemeinde umgewandelt                           |
| Vorwerke:                             |                                                                 |
| Groß Gnie                             | 1897 in einen Gutsbezirk, 1928 in eine Landgemeinde umgewandelt |
| Sechshuben                            | 1928 in die neue Landgemeinde Klein Gnie eingegliedert          |

1932 wurde der Amtsbezirk Klein Gnie in „Amtsbezirk Gnie“ umbenannt. Er gehörte bis 1945 zum Landkreis Gerdauen im Regierungsbezirk Königsberg der Provinz Ostpreußen.

### Mosyrski selski Sowet/okrug 1947–2004
Der Dorfsowjet Mosyrski selski Sowet (ru. Мозырьский сельский Совет) wurde im Juni 1947 zunächst im Rajon Prawdinsk eingerichtet. Im Juli 1947 wurde er dann in den neu gebildeten Rajon Schelesnodoroschny eingeordnet. Nach der Auflösung dieses Rajons Ende 1962 gelangte der Dorfsowjet (wieder) in den Rajon Prawdinsk. Nach dem Zerfall der Sowjetunion bestand die Verwaltungseinheit als Dorfbezirk Mosyrski selski okrug (ru. Мозырьский сельский округ). Ende 2004 wurden im Rahmen der kommunalen Selbstverwaltung die Orte des Dorfbezirks Mosyrski in die neu gebildete Landgemeinde Mosyrskoje selskoje posselenije übernommen.
| Ortsname                   | Name bis 1947/50               | Bemerkungen |
| -------------------------- | ------------------------------ | --- |
| Baranowo (Бараново)        | Christophsdorf                 | Der Ort wurde 1950 umbenannt und vor 1975 verlassen.                                                                  |
| Frolowo (Фролово)          | Annawalde (Gut)                | Der Ort wurde 1950 umbenannt und vor 1975 verlassen.                                                                  |
| Gordejewo (Гордеево)       | Nonnenhof                      | Der Ort wurde 1950 umbenannt und vor 1975 verlassen.                                                                  |
| Gussewo (Гусево)           | Groß Gnie                      | Der Ort wurde 1947 umbenannt.                                                                                         |
| Iwanowka (Ивановка)        | Nendrinn, 1938–1945 „Altlugau“ | Der Ort wurde 1950 umbenannt.                                                                                         |
| Kljutschi (Ключи)          | Mauenfelde                     | Der Ort wurde 1950 umbenannt und vor 1975 verlassen.                                                                  |
| Korostelewo (Коростелево)  | bei Kiehlendorf                | Der Ort wurde 1950 umbenannt und vor 1975 verlassen.                                                                  |
| Kowalewskoje (Ковалевское) | Trenkensruh                    | Der Ort wurde 1950 umbenannt und vor 1988 verlassen.                                                                  |
| Luschki (Лужки)            | Petrineusaß                    | Der Ort wurde 1947 umbenannt und 1997 aus dem Ortsregister gestrichen.                                                |
| Mosyr (Мозырь)             | Klein Gnie                     | Verwaltungssitz |
| Obuchowo (Обухово)         | Nubertshöfen                   | Der Ort wurde 1950 umbenannt und vor 1975 verlassen.                                                                  |
| Perowo (Перово)            | Sokallen                       | Der Ort wurde 1950 umbenannt und vor 1975 verlassen.                                                                  |
| Petschorskoje (Печорское)  | Friedrichsfelde                | Der Ort wurde 1950 umbenannt und vor 1976 verlassen.                                                                  |
| Prudki (Прудки)            | Lönkendorf                     | Der Ort wurde 1950 umbenannt und vor 1988 verlassen.                                                                  |
| Rogowo (Рогово)            | Rosanna, 1938–1945 „Rosenflur“ | Der Ort wurde 1950 umbenannt und vor 1975 verlassen.                                                                  |
| Scheludjowo (Желудёво)     | Prosit                         | Der Ort wurde 1947 umbenannt.                                                                                         |
| Sewerny (Северный)         | Mulk                           | Der Ort wurde 1950 umbenannt und war zunächst in den Dorfsowjet Podlipowski eingeordnet.                              |
| Simowskoje (Зимовское)     | Schönwiese                     | Der Ort wurde 1950 umbenannt und war zunächst in den Dorfsowjet Podlipowski eingeordnet. Er wurde vor 1988 verlassen. |
| Smolnoje (Смольное)        | Annawalde (Dorf)               | Der Ort wurde 1950 umbenannt und vor 1975 verlassen.                                                                  |
| Tichoje (Тихое)            | Kiehlendorf                    | Der Ort wurde 1950 umbenannt und (fälschlicherweise?) zunächst in den Dorfsowjet Nowo-Bobruiski eingeordnet.          |
| Werschiny (Вершины)        | Werschen                       | Der Ort wurde 1947 umbenannt.                                                                                         |
| Wjasemskoje (Вяземское)    | Peterehlen                     | Der Ort wurde 1950 umbenannt und vor 1975 verlassen.                                                                  |

Die beiden im Jahr 1947 umbenannten Orte Borodino (Barragin/Georgenhain) und Oserki (Georgenfelde) sowie die drei im Jahr 1950 umbenannten Orte Iljuschino (Melchersdorf), Poleschajewo (Georgenwalde) und Rylejewo (Bettyhof) wurden ebenfalls zunächst in den Mosyrski selski Sowet eingeordnet, kamen dann (vor 1975) aber zum Wischnjowski selski Sowet.
Im Jahr 2001 wurde der Dorfbezirk Nowo-Bobruiski selski okrug mit den Orten Nowo-Bobruisk, Bystrjanka, Linjowo, Ochotnitschje, Perewalowo, Schtscherbinino und Tscherepanowo an den Mosyrski selski okrug angeschlossen.

### Mosyrskoje selskoje posselenije 2004–2015

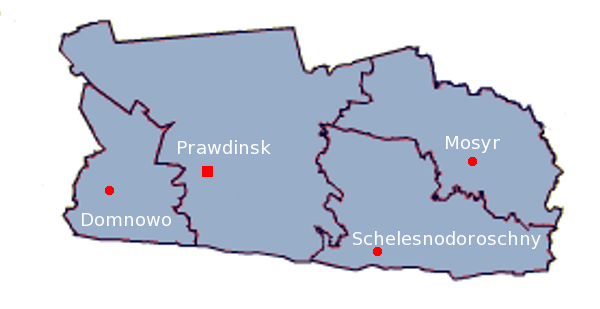
Die Lage der Landgemeinde Mosyrskoje selskoje posselenije im Rajon Prawdinsk

Im Rahmen der kommunalen Selbstverwaltung wurde Ende 2004 die Landgemeinde Mosyrskoje selskoje posselenije (ru. Мозырьское сельское поселение) eingerichtet. Insgesamt 25 als Siedlung eingestufte Ortschaften gehörten zu ihrem Bereich. Zum Jahreswechsel 2015/2016 wurde die Gemeinde wieder aufgelöst und deren Orte in den neu gebildeten Stadtkreis Prawdinsk eingegliedert.
| Ortsname                      | deutscher Name                                            |
| ----------------------------- | --------------------------------------------------------- |
| Belkino (Белкино)             | Abelischken, 1938–1945: Ilmenhorst                        |
| Borodino (Бородино)           | Barragin, 1938–1945: Georgenhain                          |
| Bystrjanka (Быстрянка)        | Siedlung Muldszen/Muldschen, 1938–1945: Siedlung Mulden   |
| Frunsenskoje (Фрунзенское)    | Bokellen                                                  |
| Gussewo (Гусево)              | Groß Gnie                                                 |
| Iwanowka (Ивановка)           | Nendrinn, 1938–1945: Altlugau                             |
| Korolenkowo (Короленково)     | Oschkin, 1938–1945: Oschern                               |
| Krasnoje (Красное)            | (Groß) Astrawischken, 1938–1945: Astrau                   |
| Lasarewo (Лазарево)           | Grüntann                                                  |
| Linjowo (Линёво)              | Schönlinde, Jodeglienen / Wiedenau, Budwischken/Oberndorf |
| Liskino (Лискино)             | Lieskendorf                                               |
| Malodworki (Малодворки)       | Sechshuben                                                |
| Mosyr (Мозырь)                | Klein Gnie, 1938–1947: Kleingnie                          |
| Nowo-Bobruisk (Ново-Бобруйск) | Ilmsdorf                                                  |
| Ochotnitschje (Охотничье)     | Klein Ilmsdorf                                            |
| Perewalowo (Перевалово)       | Muldszen/Muldschen, 1938–1945: Mulden                     |
| Podlipowo (Подлипово)         | Hochlindenberg                                            |
| Scheludjowo (Желудёво)        | Prosit                                                    |
| Schtscherbinino (Щербинино)   | Schönrade                                                 |
| Sergejewka (Сергеевка)        | Klein Pentlack                                            |
| Sewerny (Северный)            | Mulk                                                      |
| Tichoje (Тихое)               | Kiehlendorf                                               |
| Tschaikowskoje (Чайковское)   | Lugowen, 1938–1945: Großlugau                             |
| Tscherepanowo (Черепаново)    | Reichau (ab 1928 zu Schönrade)                            |
| Werschiny (Вершины)           | Werschen                                                  |

## Verkehr
Durch Mosyr verläuft die Regionalstraße 27A-027 (ex R 508) – hier von Südost nach Nordwest im Abschnitt von Kamenka an der Regionalstraße 27A-044 (ex A 197) nach Snamensk an der Regionalstraße 27A-037 (ex R 514). Die weitere Regionalstraße 27A-049 führt von Mosyr in Richtung Osten zur Regionalstraße 27A-044 nach Korolenkowo.
In nordöstliche Richtung verläuft die Kommunalstraße 27K-127 und erreicht in Krasnoje die Kommunalstraße 27K-137. Über die Kommunalstraße 27K-315 wird die südlich gelegene Siedlung Scheludjowo erreicht.
Seit 1894 war der Ort Bahnstation (Klein Gnie bzw. Mosyr-Nowy) an der Bahnstrecke Toruń–Tschernjachowsk (Thorn–Insterburg), bis im Jahr 2009 der Personenverkehr im Abschnitt auf dem russischen Staatsgebiet eingestellt wurde.

## Kirche

### Kirchengebäude
Die neogotische Kirche von Klein Gnie entstand nach Entwürfen des Architekten Bergmann aus Rastenburg (heute polnisch: Kętrzyn). Sie wurde am 18. April 1901 eingeweiht. Das Gotteshaus hatte einen 45 Meter hohen Spitzturm mit drei Glocken und bot 400 Menschen Platz.
Nach 1945 nutzte eine Schule den Kirchenraum als Turnhalle und baute Klassenzimmer für eine Grundschule an. Das hohe Spitzdach wurde 1965/66 entfernt und durch ein flaches Satteldach ersetzt, das mit Asbestzementplatten belegt wurde.

### Kirchengemeinde
Die Kirchengemeinde Klein Gnie mit ihrem ausgedehnten Kirchspiel lag zwischen den Kirchspielen Gerdauen und Nordenburg im Süden und dem Kirchspiel Muldszen (1938–1945 Mulden) im Norden und wurde von der Aschwöne (Swine) und der Wickerau durchflossen.
Seit 1601 gehörte Klein Gnie zum Kirchspiel Muldszen. Erst 1897 wurde die selbständige Kirchengemeinde Klein Gnie errichtet, wobei die Kirchspielorte aus den drei Pfarreien Gerdauen, Nordenburg und Muldszen umgepfarrt wurden. Im gleichen Jahr wurde eine Pfarrstelle eingerichtet.
In der Zeit der Sowjetunion war kirchliches Leben stark eingeschränkt. Erst in den 1990er Jahren bildeten sich in der seit 1991/92 russischen Oblast Kaliningrad neue evangelische Gemeinden. Mosyr liegt im Bereich der neuerrichteten Gemeinde in Tschernjachowsk, die zur Propstei Kaliningrad innerhalb der Evangelisch-Lutherischen Kirche Europäisches Russland (ELKER) gehört.

### Kirchspielorte
Zum Kirchspiel Klein Gnie gehörten bis 1945 vier Landgemeinden mit insgesamt 26 Ortschaften:
- Barragin (1938–1945 Georgenhain), mit: Bettyhof, Georgenfelde, Georgenwalde und Nonnenhof
- Groß Gnie mit: Annawalde (Dorf), Annawalde (Gut), Bolzhinshof, Friedrichsfelde, Lönkendorf, Mühlenkrug und Neusorge
- Klein Gnie mit: Christophsdorf, Groß Dwillin (1938–1945 Großwillingen), Karlshof, Klein Dwillin (1938–1945 Kleinwillingen), Prosit, Rosanna (1938–1945 Rosenflur) und Sechshuben
- Wesselowen (1938–1945 Wesselau) mit: Franzenshof, Hedwigsfelde, Mulk und Schönwiese.

### Pfarrer
In der Zeit bis 1945 amtierten in Klein Gnie zwei Pfarrer, von denen der erste bereits drei Jahre früher im Vikarsdienst hier tätig war:
- Julius Bernhard K. Fürstenau, 1898–1902
- Ernst Lappoehn, 1903–1945.

### Kirchenbücher
Die Kirchenbücher für das Kirchspiel Klein Gnie sind vollständig erhalten: Taufen, Trauungen, Beerdigungen aus den Jahren 1897 bis 1944 und werden im Evangelischen Zentralarchiv in Berlin-Kreuzberg aufbewahrt.

## Schule
Bereits vor 1945 bestand in Klein Gnie eine eigene Schule, deren Gebäude – ebenso wie der Kirchenraum der alten Pfarrkirche – auch heute noch für Schulzwecke genutzt wird.